# Temps verbal
El temps verbal és una característica pròpia de moltes llengües per a distingir esdeveniments presents, passats, futurs o imaginaris. D'altres llengües expressen el temps amb vocables propis o morfemes. Per a veure la conjugació del temps verbal en català, consulteu Flexió verbal del català.
Els verbs de les llengües s'estructuren seguint dos models bàsics: l'absolut i el relatiu; essent el primer aquell on el verb pren com a referència temporal el moment de l'enunciació, mentre que el segon pren com a referència el tema de la conversa.

## El temps verbal en català
El temps s'expressa mitjançant la conjugació dels verbs (un tipus de flexió). Un morfema afegit al final de l'arrel indica de quin temps es tracta, just abans d'indicar la persona i el nombre. Aquests morfemes poden presentar irregularitats però no són freqüents. Si el temps és compost, el morfema s'afegeix a l'auxiliar (el verb haver) i el verb principal es conjuga en participi.
Els temps s'agrupen en tres modes bàsics: indicatiu, subjuntiu i imperatiu. El mode s'expressa sintèticament amb el temps, mitjançant un únic morfema. A part, hi ha les tres formes nominals del verb.

### Formes nominals (o no personals)
- Infinitiu: gramaticalment equivalent a un substantiu, moltes vegades és la forma amb què es designa el verb i la forma utilitzada acompanyant l'auxiliar en passat simple i anterior simple. Hi ha també un infinitiu compost: haver escrit, utilitzat per a expressar accions acabades.
- Gerundi: gramaticalment equivalent a un adverbi, és la forma utilitzada sovint per a expressions que expressen durada o simultaneïtat amb altres accions. S'empra molt per a perífrasis, sobretot amb els verbs anar i estar. Té també una forma composta: havent sortit.
- Participi: gramaticalment equivalent a un adjectiu, moltes vegades, és la forma que apareix en la major part dels temps composts. El participi no té una forma composta, i es caracteritza, com l'adjectiu, per tenir flexió nominal (de gènere i nombre): aparegut, apareguda, apareguts, aparegudes. Concorda opcionalment amb el complement directe en el cas que aquest vagi expressat per un pronom definit: el, la, els i les (l'he sentida, els he portats, les he escrites), en els dialectes occidentals usualment concorda només en les formes femenines (les he dutes, l'has comprada).

### Temps d'indicatiu

#### Simples
- Present: indica accions que passen en el moment de l'enunciació o que s'actualitzen en anomenar-les (canto, menges...). S'usa també el present per a enunciar veritats científiques, fets històrics concrets i hàbits. El morfema zero de temps caracteritza aquest temps verbal. La desinència de la primera persona del singular varia segons dialectes: en català central, nord-occidental i valencià de transició es fa amb -o (penso, compro, menjo, sento…); en valencià castellonenc, valencià central, valencià meridional i valencià alacantí es fa amb -e o amb morfema zero (pense, compre, menge, sent...); als parlars baleàrics es fa amb morfema zero (pens, compr, menj, sent...) i al català septentrional es fa amb la desinència -i (pensi, compri, mengi, senti...). Totes aquestes variants són normatives.
- Imperfet (temps enrere, Pretèrit imperfet): indica accions que van començar en el passat i que poden no haver finalitzat, descripcions en el passat, accions d'una durada relativa o bé costums (volia, ballaven....). Els morfemes -av- o -i- (segons la conjugació) marquen aquest temps. Cal destacar que sempre duen accent la primera i la segona persones del plural.
- Passat simple (temps enrere, Pretèrit perfet simple): indica accions ja finalitzades. Actualment té, en la majoria de parlars, un ús culte i literari i s'empra sobretot la tercera persona (feu, digué....). És el temps que acumula més irregularitats. En valencià apitxat és perfectament viu, sovint preferible a la forma perifràstica. Només dues persones (la segona del singular i la tercera del plural) s'escriuen sense accent.
- Futur simple: es refereix a accions que encara han de succeir, el seu morfema és la r (cantaré, domiran...). Cal destacar la presència d'accents en les tres persones del singular i la seva absència en les tres del plural.
- Condicional simple: Indica accions que podrien realitzar-se en funció d'unes altres. Alguns gramàtics el consideren un mode propi, i sovint se'l denomina futur hipotètic. Es forma amb l'infinitiu, una "i" i la terminació (cantaria, dormiríem...). Cal destacar que sempre duen accent la primera i la segona persones del plural.

#### Composts
- Perfet (temps enrere, Pretèrit perfet compost o Pretèrit indefinit): Indica accions que han començat en el passat i que duren fins al present, o que la seva terminació està dins del període de l'enunciació -- aquesta distinció resulta important per a casos com per exemple he fet (avui, aquest mes, enguany, o alguna vegada amb efectes en el present) contra vaig fer (ahir, el mes passat, l'any passat, o fa temps i ja sense efectes en el present). Es forma amb l'auxiliar haver en present i el participi passat del verb conjugat (he dit, has badat...). Són correctes, però arcaiques, les formes havem i haveu: havem sortit, haveu vist.
- Passat perifràstic (temps enrere, Pretèrit perfet perifràstic): té el mateix ús que el passat simple. Es forma amb el verb auxiliar "anar" en present (amb formes variants com vares/vas, vàrem/vam, vàreu/vau, varen/van, per a la 2a persona del singular i 1a, la 2a i la 3a persones del plural) i l'infinitiu del verb que es tracti (vaig mirar, vàrem tenir...). És de destacar que les formes vem i veu són col·loquials i es consideren incorrectes en els registres escrits.
- Plusquamperfet (temps enrere, Pretèrit plusquamperfet): Indica una acció anterior a una altra de passada ja enunciada. Es forma amb l'auxiliar en imperfet (havíeu encarregat, havia procurat...). Cal destacar que sempre duen accent la primera i la segona persones del plural.
- Anterior simple (temps enrere, Pretèrit anterior simple): Indica una acció ja acabada en el moment de començar-ne una altra també acabada. El seu ús és en retrocés. Es forma amb l'auxiliar en passat simple (hagué acabat...). Només dues persones (la segona del singular i la tercera del plural) s'escriuen sense accent.
- Anterior perifràstic (temps enrere, Pretèrit anterior perifràstic): Indica una acció ja acabada en el moment de començar-ne una altra també acabada. El seu ús és en retrocés, però menys que l'anterior simple. Es forma amb l'auxiliar en perfet perifràstic (va haver acabat...). Cal fer el mateix comentari per a les formes procedents d'anar que en el passat perifràstic.
- Futur compost: es refereix a una acció futura que estarà finalitzada en el moment a què es refereix l'enunciació. Es forma amb l'auxiliar en futur simple (hauré aprovat...). Duu accents als mateixos llocs que el futur simple.
- Condicional compost: designa accions que podrien haver succeït en funció d'unes altres que no han passat. Es forma amb l'auxiliar en condicional (hauríem preparat, hauries vist...). Duu accents als mateixos llocs que el condicional simple.

### Temps de subjuntiu
Expressen un desig o un dubte. Les desinències poden fer-se amb la vocal i (pensi, patissis, hagi anat…) o amb la vocal a o e, depenent del temps, verb i persona (pense, patisses o patires, haja anat…).

#### Simples
- Present: indica accions que són condició d'unes altres, desigs o fets causals. Es fa servir com a imperatiu en la modalitat negativa.
- Imperfet (temps enrere, Pretèrit imperfet): s'empra per a accions hipotètiques, imaginàries o que expressen desig (cantés, dormissin/dormissen, patissis/patisses...). Duen accent totes les persones, llevat de la segona del singular i la tercera del plural, en els dialectes que prenen la desinència amb er (cantara, dormiren, patiren...). Cal destacar que els dialectes que prenen la desinència amb -er no poden usar la vocal i, és a dir, les formes dormirin* o patirin* no existeixen, s'ha de dir dormiren i patiren, a més, la primera i tercera persona del singular pren la desinència -a: cantara, menjara... Els verbs de la primera conjugació poden fer-se amb l'increment amb a (cantàs, menjàssiu/menjàsseu, compràssim/compràssem…).

#### Composts
- Perfet hagi anat (o haja anat)
- Plusquamperfet hagués fet (o haguera fet)

### Temps d'imperatiu
- Present: s'utilitza per a donar ordres, sempre que no siguin formulades en modalitat negativa (en aquest cas, es passa al present de subjuntiu). Les formes de la primera persona i la tercera, tant de singular com de plural, són les de present de subjuntiu (agafa, mirin o miren...). En alguns verbs (aquells que no depenen de la voluntat de la persona i, per tant, no podrien tenir pròpiament imperatiu), és l'imperatiu sencer que és agafat del present de subjuntiu (té -agafa això-, però tingues molta paciència que pot estar mamut…).

Les ordres o instruccions formulades en infinitiu amb valor d'imperatiu negatiu no són catalanes, s'han de rebutjar i substituir pel subjuntiu. Exemples: No passar no és normatiu i caldria dir No passeu